# Hans-Georg Bandi
Hans-Georg Bandi (* 3. September 1920 in Thun; † 6. Februar 2016 in Bern) war ein Schweizer Prähistoriker. Seine Forschungsschwerpunkte lagen im Bereich der paläolithischen und mesolithischen Archäologie sowie der Archäologie arktischer Eskimos.

## Leben und Wirken

### Studium, akademische Karriere und Sicherung archäologischen Fundstellen
Hans-Georg Bandi wurde 1920 in Thun als Sohn des Schweizer Offiziers Hans Bandi geboren. Er studierte von 1941 bis 1945 an der Universität Freiburg Ur- und Frühgeschichte bei Hugo Obermaier. 1945 wurde er dort promoviert. Thema seiner Dissertation war «Das Magdalénien der Schweiz». Bandi war von 1950 bis 1985 als akademischer Lehrer an der Universität Bern tätig. Erst von 1950 bis 1956 als a.o. Professor, dann ab 1956 als Professor für Urgeschichte und Paläoeoethnographie. Als a.o. Professor war er 1950 erster Professor am neugegründeten Seminar für Urgeschichte der Universität Bern. Gleichzeitig wurde er nebenamtlicher Leiter der Abteilung für Ur- und Frühgeschichte des Bernischen Historischen Museums. Des Weiteren war Bandi neben seiner akademischen Lehre und der Museumstätigkeit bis 1970 für die archäologischen Fundstellen und Ausgrabungen im gesamten Kanton Bern verantwortlich. Als solcher setzte er sich für eine Sicherung von Fundstellen ein. So initiierte er die Bundesratsbeschlüsse 1961 über die archäologische Betreuung des Nationalstrassenbaus und 1962 zu der zweiten Juragewässerkorrektion. Auf seine Initiative geht die Gründung des Archäologischen Dienstes des Kantons Bern 1970 zurück. Von 1961 bis 1962 war er Dekan der Philosophisch-Historischen Fakultät der Universität Bern.
Von 1958 bis 1961 war er Präsident der Schweizerischen Gesellschaft für Ur- und Frühgeschichte, von 1963 bis 1964 Präsident der Schweizerischen Gesellschaft für Anthropologie und Ethnologie, sowie von 1968 bis 1975 Präsident der Schweizerischen Geisteswissenschaftlichen Gesellschaft. 1986 gehörte er zu den Gründern der Schweizerisch-Liechtensteinischen Stiftung für archäologische Forschungen im Ausland (SLSA).
Bandi war seit 1945 verheiratet. 1993 verlieh ihm die Universität Neuenburg die Ehrendoktorwürde.

### Arktisforschung und weitere Feldforschung
1948 nahm er mit Jørgen Meldgaard an der Dansk Pearyland Ekspedition teil und führte archäologische Ausgrabungen in prähistorischen Inuit-Siedlungen im Nordosten Grönlands auf der Clavering-Insel durch. Die Teilnahme an der Expedition kam durch Bandis Übersetzung des Buchs «Die Eskimos» des dänischen Arktisforschers Kaj Birket-Smith zustande. Diese Reise hatte einen nachhaltigen Einfluss auf Bandi und weckte sein Interesse an der Arktisforschung. 1959, von 1962 bis 1963 und von 1972 bis 1974 war er Gastprofessor an den Universitäten in Providence und Fairbanks und nutzte diese Gelegenheiten um Feldarbeiten in Alaska durchzuführen.
Während seiner archäologischen Karriere führte er mehrere grosse Ausgrabungsprojekte durch. Etwa zusammen mit Hansjürgen Müller-Beck die Untersuchung von neolithischen Seeufersiedlungen am Burgäschisee, die Untersuchung der mesolithischen Fundstelle Birsmatten, die Untersuchung der Basisgrotte im Birstal, oder die Ausgrabungen auf der Sankt-Lorenz-Insel im Beringmeer.